# Efervescência coletiva
Efervescência coletiva (CE) é um conceito sociológico curiado por Émile Durkheim. Para o autor, uma comunidade ou sociedade pode às vezes se unir e, simultaneamente, expressar o mesmo pensamento e participar da mesma ação. Tal evento, então, causa efervescência coletiva que excita os indivíduos e serve para unificar o grupo.

## Na religião
A efervescência coletiva é a base para a teoria da religião de Émile Durkheim, conforme apresentada em seu volume de 1912, Formas elementares de vida religiosa. Durkheim argumenta que a dicotomia religiosa universal entre o profano e o sagrado resulta da vida desses membros da tribo: a maior parte de sua vida é gasta realizando tarefas servis, como caça e coleta. Essas tarefas são profanas. As raras ocasiões em que toda a tribo se reúne tornam-se sagradas, e o alto nível de energia associado a esses eventos é direcionado para objetos físicos ou pessoas que também se tornam sagrados. A força é assim associada ao totem que é o símbolo do clã, mencionado por Durkheim em seu estudo das "formas elementares" de religião nas sociedades aborígenes. Por fornecer o nome da tribo, o símbolo está presente durante a reunião do clã. Por meio de sua presença nesses encontros, o totem passa a representar tanto a cena quanto a emoção fortemente sentida, tornando-se uma representação coletiva do grupo.
Para Durkheim, a religião é um fenômeno fundamentalmente social. As crenças e práticas do sagrado são um método de organização social. Esta explicação é detalhada em Formas Elementares "Livro 2 / As Crenças Elementares", capítulo 7, "Origens dessas Crenças: Origem da Idéia do Princípio Totêmico ou Mana ". De acordo com Durkheim, "deus e sociedade são um só ... o deus do clã ... não pode ser outro senão o próprio clã, mas o clã transfigurado e imaginado na forma física de uma planta ou animal que serve de totem. " 
Os membros do grupo experimentam um sentimento de perda de individualidade e unidade com os deuses e, segundo Durkheim, portanto, com o grupo.